# Norris von Schirach

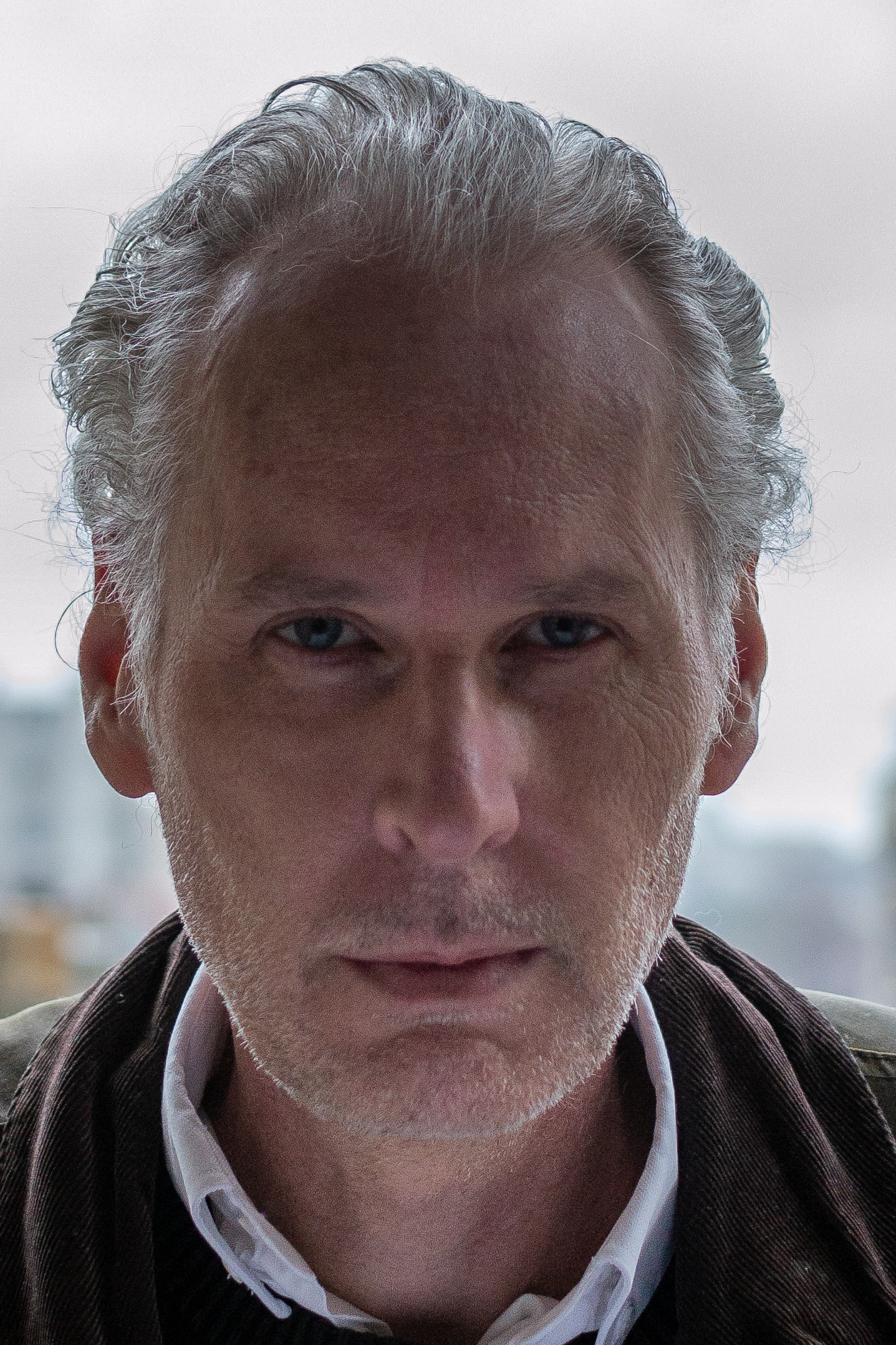
Norris von Schirach (2021)

Norris Benedikt von Schirach (* 1963 in München) Pseudonym  Arthur Isarin, ist ein deutscher Geschäftsmann und Schriftsteller, der als Rohstoffexperte und Kupferspezialist mehrere Jahre u. a. in Russland arbeitete.

## Leben
Norris Benedikt von Schirach wurde 1963 in München geboren. Er hat nach eigener Aussage sieben oder „mehr“ Internate besucht. Nach einer Ausbildung in München war er zunächst für Assekuranzunternehmen in London und New York tätig, hat dann an der Universität Konstanz Verwaltungswissenschaften studiert und anschließend in Russland, Kasachstan und Australien gearbeitet. Seinen ersten Roman Blasse Helden veröffentlichte er im Frühjahr 2018 im Knaus Verlag unter dem Pseudonym Arthur Isarin, damit sein bekannter Nachname nicht das Werk überstrahlt und Leser wie Kritiker das Werk unvoreingenommen rezipieren; erst sechs Monate nach der Veröffentlichung wurde seine Urheberschaft enttarnt. Seine Erlebnisse der Jelzin-Jahre in Moskau, die durch „Privatisierungen und dem damit einhergehenden Erstarken der Oligarchen sowie dem Abrutschen großer Teile der Bevölkerung unter die Armutsgrenze“ geprägt waren und das System Wladimir Putin erst ermöglichten, verarbeitete er darin literarisch. „Ich wollte die Stimmung dieser Jahre festhalten“, sagte Norris von Schirach in einem Interview der Journalistin Kerstin Holm. Viktor Jerofejew urteilte über Blasse Helden: „Wer Russland heute verstehen will, sollte Norris von Schirach lesen – ein kühnes literarisches Abenteuer.“ Blasse Helden ist der erste Band einer geplanten Trilogie und stand auf der SWR-Bestenliste für den Juni 2018. 2022 folgte der Roman Beutezeit bei Penguin, in dem es um einen Rohstoffhändler geht, der im Kasachstan der nachsowjetischen Ära einen Stahlkonzern aufbauen soll (5), nachdem „Präsident Nasarbajew…die Konkursmasse der Sowjets in eine Art persönliches Feudalsystem überführt(e).“ Während Nicole Köster meinte, Beutezeit „…liest sich teilweise wie James Bond auf Dostojewski“, schrieb Sigrid Löffler, „Es ist vor allem diese subtile Kritik am Westen, wofür Norris von Schirachs Beutezeit die Lektüre lohnt.“
Sein jüngerer Bruder ist der Jurist und Autor Ferdinand von Schirach (* 1964); sein Großvater Baldur von Schirach (1907–1974) war während der Zeit des Nationalsozialismus Reichsjugendführer der NSDAP.
Norris von Schirach lebt heute zurückgezogen in den rumänischen Karpaten und hat einen Sohn.

## Zitat
„Familie ist immer Schicksal, und so ein Schicksal muss man annehmen, es gibt natürlich eine lebenslange Auseinandersetzung mit dieser Person [gemeint ist sein Großvater Baldur von Schirach].“

## Werke
- Blasse Helden. Albrecht Knaus Verlag, München 2018, ISBN 978-3-442-31115-6, S. 320.
- Beutezeit. Roman. Penguin, München 2022, ISBN 978-3-328-60125-8.[2]